# Otto Strasser (Musiker)

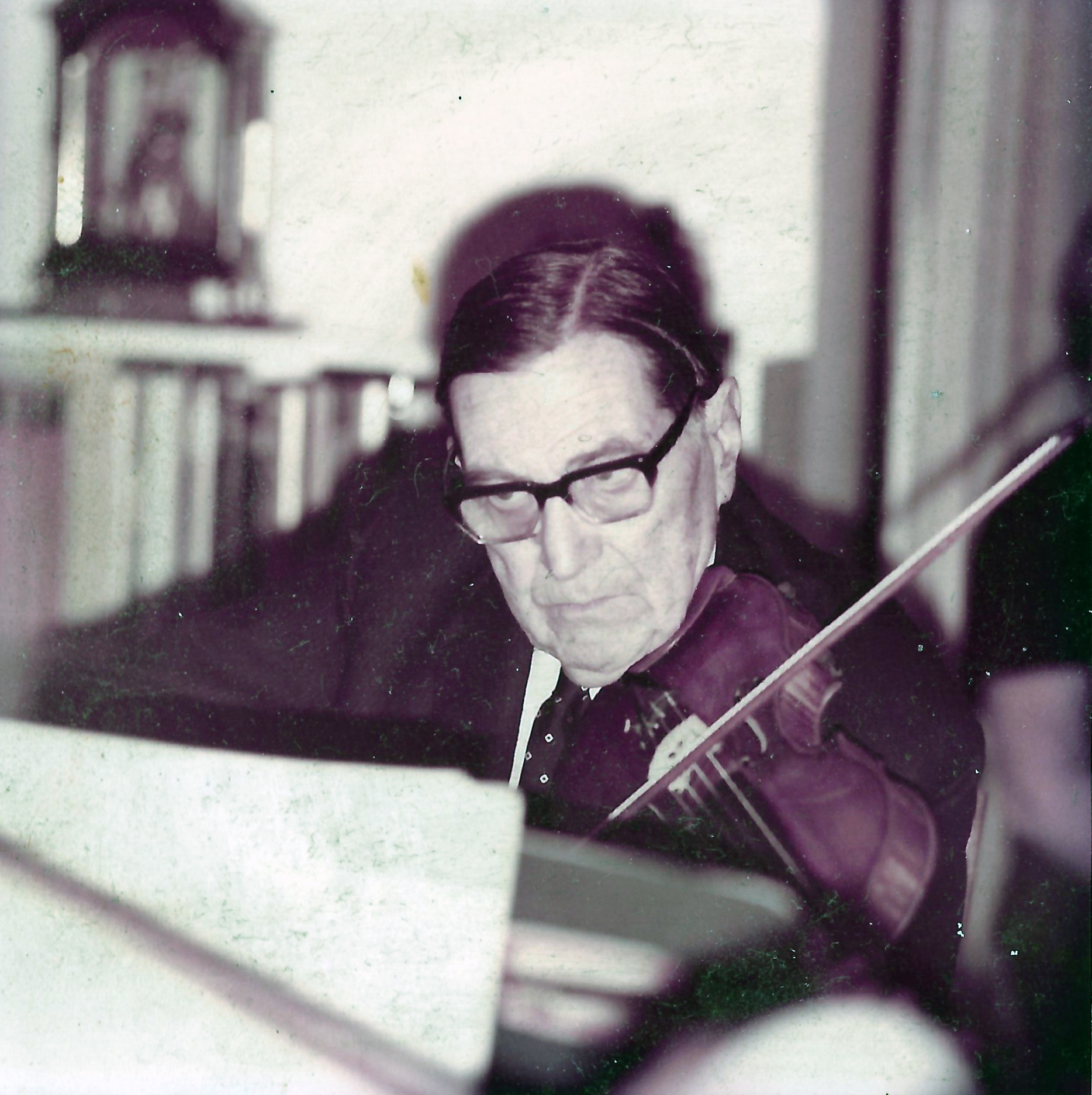
Otto Strasser spielt 2. Geige

Otto Strasser (* 13. August 1901 in Wien, Österreich-Ungarn; † 27. Mai 1996 in Mannersdorf am Leithagebirge) war ein österreichischer Geiger bei den Wiener Philharmonikern und deren Ehrenvorstand.

## Leben

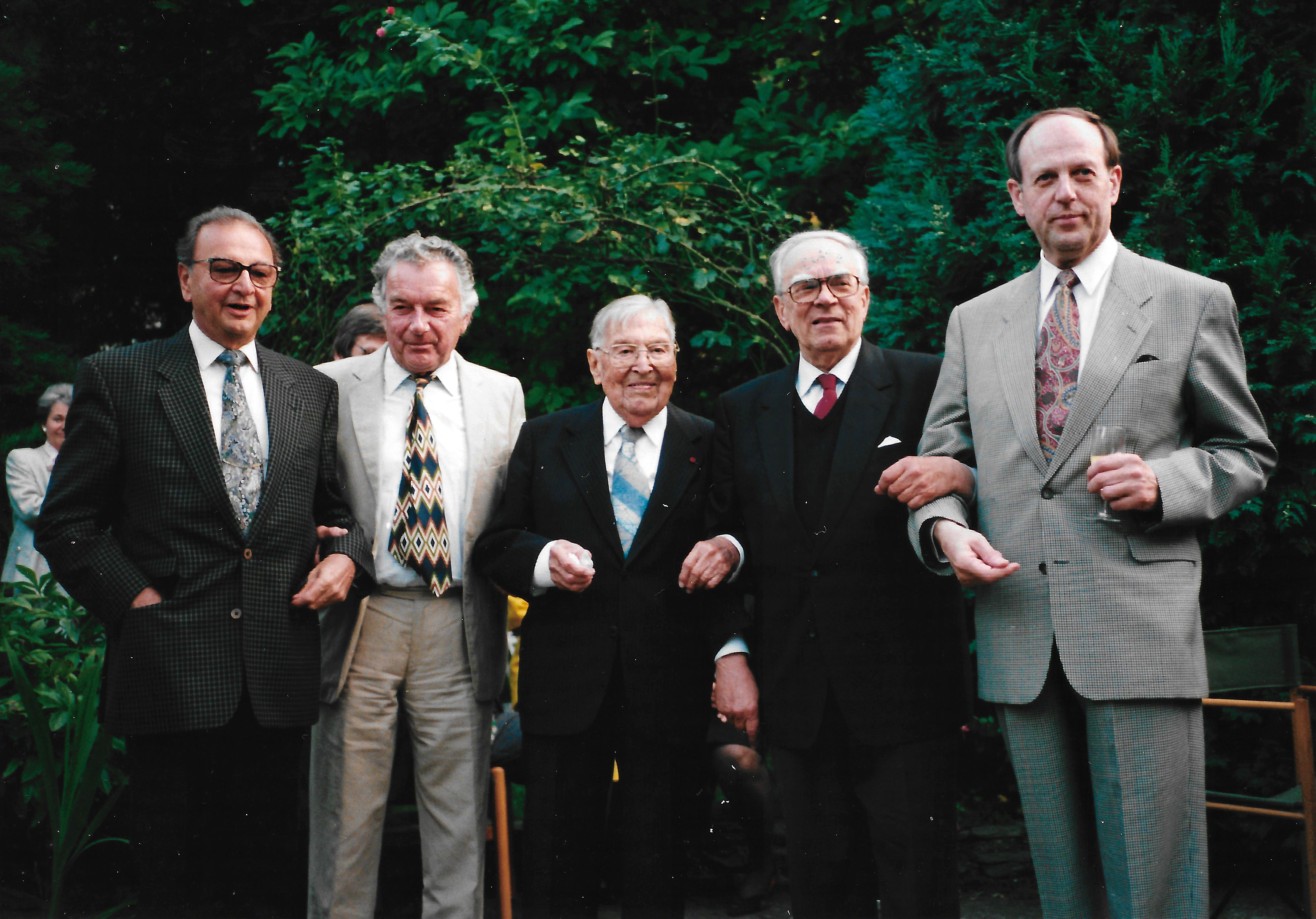
5 Vorstände der Wiener Philharmoniker: Alfred Altenburger; Walter Barylli; Otto Strasser; Wilhelm Hübner; Werner Resel

Otto Strasser besuchte in Wien die Akademie für Musik und legte 1923 die musikalische Reifeprüfung ab. Neben seiner Tätigkeit als Musiker studierte er an der Technischen Hochschule in Wien Elektroakustik und graduierte 1937 zum Diplom-Ingenieur.
Ab Dezember 1922 gehörte er dem Orchester der Wiener Staatsoper an. Ab 1. Oktober 1923 wurde er Mitglied der Wiener Philharmoniker, ab 1934 Stimmführer der 2. Geiger.
Von 1938 bis 1940 war er Geschäftsführer der Wiener Philharmoniker, von 1940 bis 1941 Vorstandsstellvertreter und von 1958 bis 1966 Vorstand.
Er war Mitglied verschiedener Quartette (Weißgärber-, Schneiderhan-, Barylli- und Philharmonisches Quartett). Das Schneiderhan-Quartett stand 1944 in der Gottbegnadeten-Liste des Reichsministeriums für Volksaufklärung und Propaganda. Insgesamt spielte er bei der Gesellschaft der Musikfreunde 435 Quartettabende, zusätzlich im In- und Ausland weitere 1500 Quartettkonzerte.
Ab 1952 wurde ein Großteil des Repertoires mit dem Barylli-Quartett in Europa und in Japan auf Schallplatte eingespielt.
Er war verheiratet und hatte drei Töchter.
Am 1. Jänner 1967 ging er bei den Wiener Philharmonikern in Pension, spielte aber weiter als Substitut in der Wiener Staatsoper.
Seine Grabstätte befindet sich am Wiener Zentralfriedhof (Gruppe 34 A, Reihe 2, Nummer 5).

## Auszeichnungen
- 1952: Professorentitel
- 1963: Ehrenkreuz für Wissenschaft und Kunst
- 1967: Ehrenkreuz für Wissenschaft und Kunst I. Klasse
- 1967: Goldenes Verdienstzeichen des Landes Salzburg
- 1967: Ring der Stadt Salzburg
- 1974: Goldener Rathausmann
- 1981: Ehrenmitglied der Wiener Philharmoniker
- 1987: Ehrenmitglied der Gesellschaft der Musikfreunde in Wien
- 1991: Ehrenvorstand der Wiener Philharmoniker

## Werke
- Und dafür wird man noch bezahlt: Mein Leben mit den Wiener Philharmonikern. Paul Neff Verlag, Wien 1974. ISBN 3-7014-0102-0 / ISBN 978-3-7014-0102-4
- „Sechse is“ – Wie ein Orchester musiziert und funktioniert. Paul Neff Verlag, Wien 1981. ISBN 3-7014-0180-2 / ISBN 978-3-7014-0180-2